# Ingeborg Sjöqvist
Ingeborg Maria "Kickan" Sjöqvist-Ingers, sist folkbokförd som Ingeborg Maria Ingers, ogift Sjöqvist, född 19 april 1912 i Kalmar, död 22 november 2015 i Rydebäck i Kvistofta församling, var en svensk simhoppare. Hon deltog i de olympiska sommarspelen 1932 och 1936. Hon var under sju dagar världens äldsta levande olympiska deltagare sedan kinesen Guo Jie som 1936 deltog i diskus avled 15 november 2015 103 år gammal.
Den amerikanska häcklöparen Simone Schaller övertog denna position efter Ingeborg Sjöqvist. Sveriges äldsta levande olympiska deltagare efter Ingeborg Sjöqvists blev Martin Lundström.
Ingeborg Sjöqvists äldre syster Lala Sjöquist (1903-64) erövrade bronsmedaljen i raka hopp vid de olympiska sommarspelen 1928 i Amsterdam. Ingeborg Sjöqvist försvarade den svenska äran vid nästa sommar-OS i Los Angeles 1932. Sverige deltog med 51 olympier men endast hon var kvinna. Det blev en fjärde plats, endast 0,70 poäng från en bronsmedalj och 1,02 poäng från silver. Fyra år senare var hon med i OS i Berlin och kom nia bland 23 startande.
Det blev två EM-silver på 10 meter: 1931 i Paris och 1934 Magdeburg. Hon tog fem SM-guld mellan 1930 och 1935.
Ingeborg Sjöqvists andra syster Vivi var truppgymnast och med i Sveriges damuppvisningstrupp i Berlin 1936. 
Ingeborg Sjöqvist träffade 1937 gymnasten Lars Lennart Ingers, född 14 april 1915, i Tving där hon arbetade som folkskollärare och de var gifta från 1939 till hans död 5 november 2015, bara cirka 2 veckor före hennes död. Han kom att bli verksam i Kristianopels GoIF och var bland annat dess ordförande 1949–1956. Ingeborg Sjöqvist-Ingers var föreningens sekreterare 1950–1955. De flyttade till Helsingborg 1956 där hon var engagerad i Helsingborgs Turnförening.